# Charlotte Roberts
 Charlotte Ann Roberts  (nacida el 25 de mayo de 1957) es una arqueóloga, académica y ex enfermera británica. Es bioarqueóloga y paleopatóloga, cuya investigación se centra en la salud y la evolución de las enfermedades infecciosas en el ser humano.  De 2004 a 2020 fue profesora de Arqueología en la Universidad de Durham : actualmente es profesora emérita . 

## Primeros años y educación
Roberts nació el 25 de mayo de 1957 en Harrogate, West Riding de Yorkshire, Inglaterra. Se formó como enfermera en el Hospital Universitario St James en Leeds y se convirtió en enfermera registrada estatal (SRN) en 1978. Luego trabajó como enfermera en la unidad de quemados del Hospital St Lawrence, Chepstow . En 1979, Roberts dejó su carrera de enfermería y se matriculó en la Universidad de Leicester para estudiar arqueología .   Se graduó en 1982 con una licenciatura en artes (BA Hons).  Originalmente tenía la intención de volver a la enfermería después de completar sus estudios, pero en lugar de eso continuó estudiando arqueología.  De 1982 a 1983, estudió arqueología ambiental y paleoeconomía en la Universidad de Sheffield,  graduándose con una Maestría en Artes (MA).  Realizó investigaciones de posgrado en bioarqueología, paleopatología e historia médica a tiempo parcial en la Universidad de Bradford y completó su título de Doctora en Filosofía (PhD) en 1988.   Su tesis doctoral se tituló " El trauma y su tratamiento en la antigüedad británica: un estudio osteoarqueológico de las características macroscópicas y radiológicas de las fracturas de huesos largos del período histórico con un estudio comparativo de radiografías clínicas ". 

## Carrera académica
De 1983 a 1988, Roberts fue asistente de investigación en la Universidad de Bradford "en un proyecto centrado en restos humanos".   Fue nombrada profesora de paleopatología en 1989 y profesora titular de antropología médica en 1994.   Mientras estuvo en Bradford, supervisó la tesis doctoral de Mary Lewis .  En 2000, se trasladó a la Universidad de Durham, donde fue nombrada Lectora de Arqueología.   Fue nombrada Profesora de Arqueología en 2004.  También fue investigadora senior de Leverhulme Trust de 2006 a 2008, y becaria de investigación de la Fundación Nuffield de 2006 a 2007.  Se jubiló en octubre de 2020 y fue nombrada profesora emérita . Roberts es editor adjunto de la Revista Internacional de Paleopatología .  Fue presidenta de la Asociación de Paleopatología de 2011 a 2013.   De 2010 a 2014, se desempeñó como miembro del subpanel de Geografía, Estudios Ambientales y Arqueología del Marco de Excelencia en Investigación (REF 2014).   En 2015 fue elegida presidenta de la Asociación Británica de Antropología Biológica y Osteoarqueología (BABAO); cumplirá un mandato de tres años.  Dirigió la investigación sobre el cementerio Bowl Hole de los siglos VII y VIII en el castillo de Bamburgh . 

## Vida personal
En 2003, Roberts se casó con Stewart James Gardner.  Es miembro del Instituto de la Mujer (WI). 

## Honores
En julio de 2014, Roberts fue elegido miembro de la Academia Británica, la academia nacional de humanidades y ciencias sociales del Reino Unido. 

## Trabajos seleccionados
- Roberts, Charlotte A.; Lee, Frances, eds. (1989). Burial archaeology: current research, methods, and developments. Oxford: British Archaeological Reports. ISBN 978-0-86054-671-9.
- Hunter, John; Roberts, Charlotte; Martin, Anthony (1996). Studies in crime: an introduction to forensic archaeology. London: Batsford. ISBN 978-0-7134-7901-0.
- Roberts, Charlotte; Manchester, Keith (1997). The Archaeology of Disease (2nd edición). Stroud: Alan Sutton. ISBN 978-0-7509-1483-3.
- Roberts, Charlotte; Cox, Margaret (2003). Health and disease in Britain: from prehistory to the present day. Stroud: Sutton. ISBN 978-0-7509-1844-2.
- Roberts, Charlotte A.; Buikstra, Jane E. (2003). The bioarchaeology of tuberculosis: a global view on a reemerging disease. Gainesville: University Press of Florida. ISBN 978-0-8130-2643-5.
- Roberts, Charlotte; Manchester, Keith (2005). The Archaeology of Disease (3rd edición). Stroud: Sutton. ISBN 978-0-7509-2683-6.
- Roberts, Charlotte A. (2009). Human remains in archaeology: a handbook. York: Council for British Archaeology. ISBN 978-1-902771-75-5.
- Buikstra, Jane E.; Roberts, Charlotte A., eds. (2012). The global history of paleopathology: pioneers and prospects. Oxford: Oxford University Press. ISBN 978-0-19-538980-7.